# Warin z Valenciennes
Warin z Valenciennes, także Werner, Garnier (fr. Garnier de Valenciennes; zm. w 973 roku pod Péronne) – hrabia Mons w roku 973. Nosił także tytuły hrabiego Zülpich i Hesbaye.
Gotfryd I z Hainaut, który w 958 odebrał Hainaut Reginarowi III, umierając w 964 roku podzielił swą domenę na dwie części. Amalryk objął Valenciennes, natomiast Mons przypadło Richarowi (Ryszardowi). Obydwaj władcy musieli odpierać ataki Reginara IV i Lamberta, synów Reginara III, którzy nie poddali się w walce o odzyskanie ojcowizny. W 973 roku razem z bratem Reginaldem wyruszył do Hainaut. Na początku 973 roku zmarli bowiem Amalryk i Richar – nie jest jasne, czy na skutek działań wojennych, czy naturalnie. Bracia zajęli ich tereny dzieląc między siebie Mons (Reginald) i Valenciennes (Warin), faktycznie zapewne panując razem. Jednak jeszcze w tym samym roku z wygnania u króla zachodniofrankijskiego Lotara powrócili Reginar IV i Lambert. Wyruszyli oni przeciw nowym władcom ich rodzinnych ziem i zabili braci w bitwie pod Péronne. I oni jednak nie na długo odzyskali te ziemie, gdyż w kolejnym roku podbili je we wspólnej kampanii Gotfryd II z Bergen i hrabia Flandrii Arnulf II Młodszy.